# Gerty Simon
Gerty Simon geb.  Gertrud Cohn (geboren 1887 in Bremen; gestorben 1970 in London) war eine jüdische deutsche Fotografin, die zur Zeit der Weimarer Republik in Berlin für ihre Porträts wichtiger politischer und künstlerischer Persönlichkeiten bekannt war. Sie floh vor der Judenverfolgung der Nazis nach England. Im Londoner Exil baute sie ihre Karriere neu auf, bis sie 1937 aufhörte zu fotografieren.

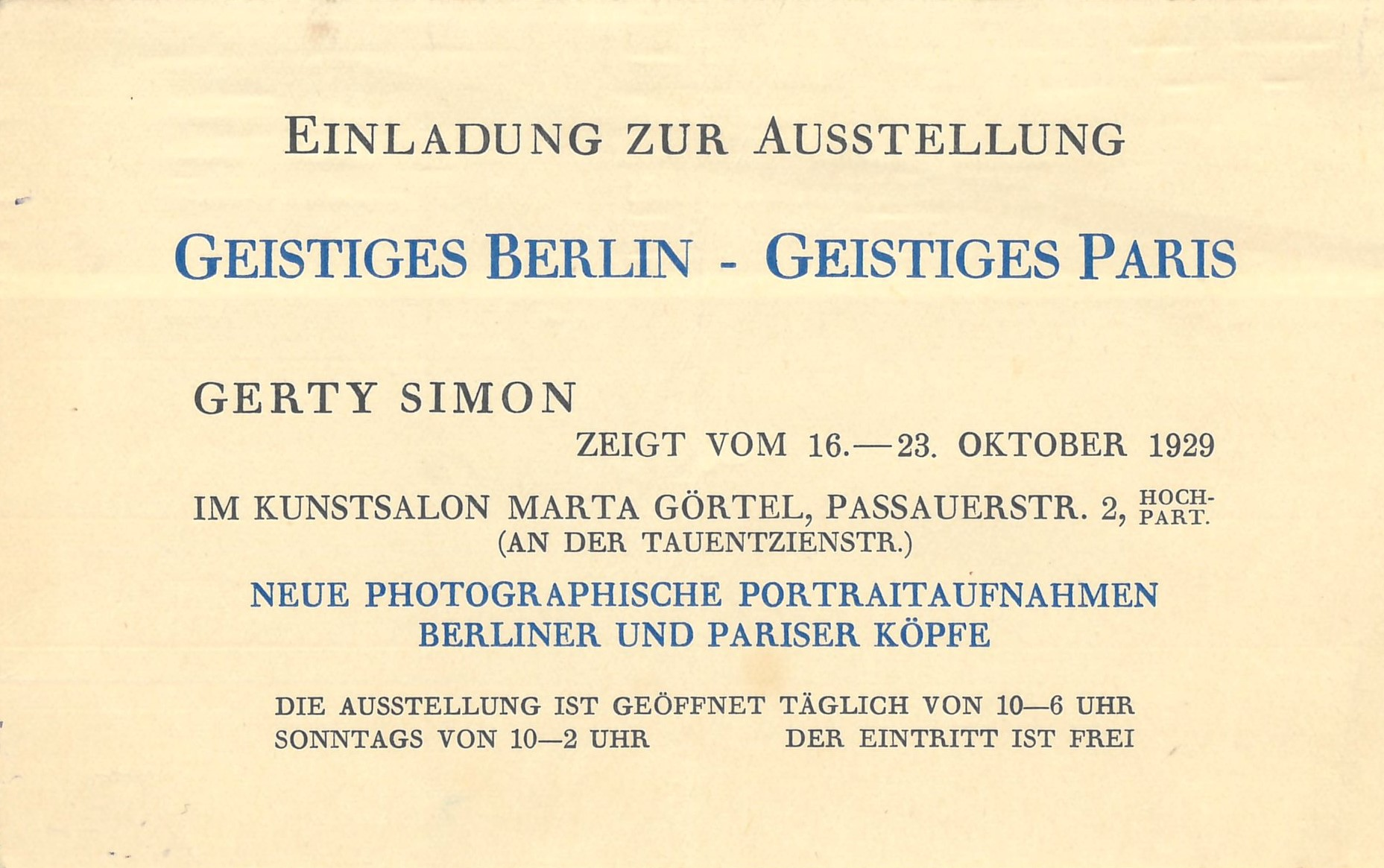
Gerty Simon - Einladung zur Ausstellung 'Geistiges Berlin - Geistiges Paris', 1929

## Leben und Werk
Gerty Simon wurde als Gertrud Cohn in Bremen in einer wohlhabenden jüdischen Familie geboren, ihr Vater war Rechtsanwalt. Nach dem Ersten Weltkrieg heiratete sie den Straßburger Juristen Wilhelm Simon und das Ehepaar zog nach Berlin. Das Paar hatte einen Sohn, Bernard (Bernd), geboren 1921.
In der Clausewitzstraße 2 eröffnete Gerty Simon ihr „Photographisches Studio“. Sie betätigte sich als Porträtfotografin. Dabei entstanden Aufnahmen bedeutender Künstler und Politiker der Weimarer Republik; so etwa von Kurt Weill, Käthe Kollwitz, Max Liebermann, Judith Kerr sowie den Physikern Max Planck und Albert Einstein. Gerty Simons Fotografie wurde als „ausdrucksstark“ und „technisch brillant“ charakterisiert; ihr Markenzeichen war, dass sie die jeweiligen Berühmtheiten lebensnah und ohne jeden Glamour abbildete.

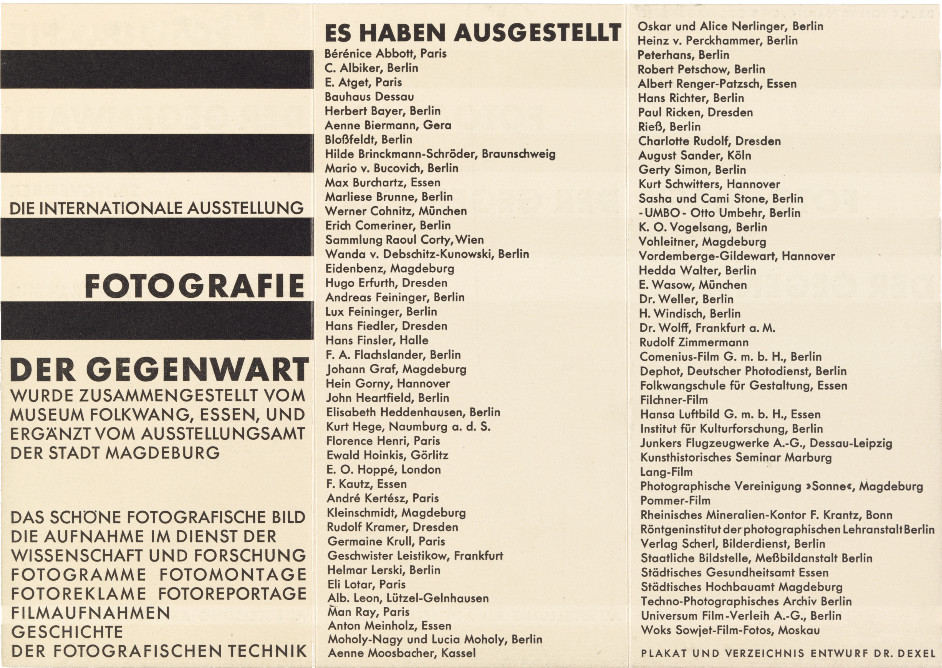
Flyer zur Ausstellung „Fotografie der Gegenwart“ 1929

Mit dem Machtantritt der NSDAP wurde das Leben in Deutschland für die Familie Simon zunehmend schwieriger. Im Laufe des Jahres 1933 wurde die Schule ihres Sohnes, das reformpädagogische Landschulheim Herrlingen (im Exil Bunce Court School), nach dem „Judenboykott“ vom 1. April nach Otterden in der Grafschaft Kent in England verlegt. Gerty Simon folgte ihrem Sohn ins britische Exil. Später berichtete sie, warum sie Nazi-Deutschland schon früh verlassen hatte:
„Ich befand mich als Jüdin in besonderer Gefahr, weil ich als Fotografin so viele Fotos von sozialdemokratischen und antifaschistischen Persönlichkeiten gemacht und öffentlich ausgestellt hatte.“
Im Londoner Stadtteil Chelsea richtete Simon erneut ein eigenes Atelier ein. Bereits ein Jahr nach ihrer Ankunft hatte sie ihre erste Ausstellung in der Storran Gallery in Chelsea. Auch während ihrer Londoner Zeit bildete Simon einen Querschnitt von Persönlichkeiten aus der künstlerischen, politischen und sozialen Welt Englands ab wie Sir Kenneth Clark, Dame Peggy Ashcroft und Aneurin Bevan. Sie fotografierte besonders viele Frauen, in London auch Flüchtlinge aus Nazideutschland wie den Galeristen Alfred Flechtheim, der ihre zweite Londoner Ausstellung kuratierte, und die geflüchtete Schauspielerin Lotte Lenya. Doch obwohl Simon sich in England schnell eine neue Karriere erarbeitet und bereits mehrere Ausstellungen hatte, hörte sie im Jahr 1937 aus bislang unbekannten Gründen auf, als professionelle Fotografin zu arbeiten.
Simons Mann war zunächst in Berlin geblieben, obwohl er nicht mehr als Anwalt und Richter arbeiten durfte. Er fand eine Anstellung als Notar, bevor er 1938 seiner Familie unter dem Eindruck der antisemitischen Novemberpogrome nach England nachfolgte. Folgend auf die Ängste in Großbritannien vor einer deutschen Invasion nach dem Westfeldzug im Zweiten Weltkrieg wurden Vater und Sohn im Juni 1940 als Enemy Alien („feindliche Ausländer“) interniert. Wilhelm Simon kam auf die Isle of Man; der Sohn Bernard wurde zusammen mit 2.500 anderen, von denen vier Fünftel Juden waren, in ein Internierungslager in Australien, das Hay Internment Camp, transportiert, obwohl er bereits seit sieben Jahre in Großbritannien gelebt hatte. Dort blieb er bis Ende 1941.
Die drei Familienmitglieder überlebten den Krieg und Gerty und Wilhelm Simon bekamen 1947 die britische Staatsbürgerschaft. Sie lebten in einem Haus in Surbiton, einem Vorort von London. Über die Simons weitere Aktivitäten ist wenig bekannt. Ihr Ehemann starb 1966, Gerty Simon starb 1970.

## Nachlass
Vor seinem Tod im Jahr 2015 übergab Simons Sohn Bernard die fast vollständig erhaltene Sammlung der Werke Gerty Simons an die Wiener Library (heute The Wiener Holocaust Library) in Bloomsbury, London. Jahrzehntelang galt Gerty Simon als vergessen, bis die Wiener Holocaust Library in England 2019 die erste postume Ausstellung veranstaltete. 2019 veröffentlichte die Bibliothek Fotografien aus Simons Nachlass auf Flickr, um die abgelichteten Persönlichkeiten zu identifizieren. Es dauerte fast 90 Jahre, bis man Gerty Simon auch in Deutschland wieder entdeckte und ihr eine Ausstellung in der Liebermann-Villa 2021 in Berlin widmete.

## Ausstellungen
- 1929: Geistiges Berlin, geistiges Paris. Berlin
- 1929: Fotografie der Gegenwart. Museum Folkwang, Essen
- nach 1934: Storran Gallery, London
- 1934: London Personalities London
- 1935: Camera Portraits kuratiert von Alfred Flechtheim in London
- 2019: Berlin-London: The Lost Photographs of Gerty Simon. Wiener Library, London[13]
- 2021: Gerty Simon, Berlin-London. Eine Fotografin im Exil. Liebermann-Villa, Berlin
- 2023: The Wiener Holocaust Library at 90, London[16]